# Kaple svaté Trojice (Kout na Šumavě)
V západočeské obci Koutě na Šumavě se nachází klasicistní kaple svaté Trojice (podle jiných zdrojů též Nejsvětější Trojice).
Byla postavena roku 1827 převážně z kamenného zdiva, jen s malým podílem cihel. Původní zděný oltář je dnes zakryt dřevěným. Po pravé straně od oltáře se nachází socha Panny Marie od Josefa Runggaldiera.
Dříve stavba sloužila také jako márnice.
Ve vrcholu věže se nachází zvon. Jak dokládá tabule na oltáři, původně na něj zvonil obecní zvoník, a to v poledne a večer. Za nacistické okupace byl zvon odvezen a roku 1970 nahrazen jiným. V letech 1980-1981 byla provedena oprava celé kaple.
Kaple náleží k filiální římskokatolické farnosti Kout na Šumavě a je spravována ze Kdyně. Pečují o ni místní občané a zasazují se o to, že je obvykle přes den otevřena k návštěvě. V kapli je také vyložena návštěvní kniha.